# CP System Changer

Le CP System Changer (Capcom Power System Changer) est une console de jeux vidéo commercialisée par Capcom en 1994.

## Description
Le cœur de la console CP System Changer est basé le système d'arcade CP System. Le CP Changer Adapter est ni plus ni moins un supergun qui se branche sur les cartouches de jeux.

## Spécifications techniques

### Processeur
- Motorola 68000 cadencé à 10 MHz

### Audio
- Processeur :
  - Zilog Z80 cadencé à 4 MHz (6 MHz pour le QSound)

- Puces :
  - Yamaha YM2151 cadencé à 3,579 58 MHz
  - OKI MSM6295 cadencé à 7,576 kHz
  - ou QSound cadencé à 4 MHz

### Affichage
- Nombre de couleurs simultanées : 256
- Palette de couleurs dynamique : 3072
- Définition d'écran : 384 x 224

## Liste des jeux
| Titre                                   | Développeur | Genre              | Année |
| --------------------------------------- | ----------- | ------------------ | ----- |
| Capcom World 2: Adventure Quiz          | Capcom      | Réflexion : quizz  | 1994  |
| Captain Commando                        | Capcom      | Beat them all      | 1995  |
| Final Fight                             | Capcom      | Beat them all      | 1994  |
| Knights of the Round                    | Capcom      | Beat them all      | 1995  |
| Muscle Bomber Duo: Ultimate Team Battle | Capcom      | Jeu vidéo de sport | 1995  |
| Saturday Night Slam Masters             | Capcom      | Jeu vidéo de sport | 1994  |
| Street Fighter II': Champion Edition    | Capcom      | Jeu de combat      | 1994  |
| Street Fighter II': Hyper Fighting      | Capcom      | Jeu de combat      | 1994  |
| Street Fighter Alpha                    | Capcom      | Jeu de combat      | 1996  |
| The King of Dragons                     | Capcom      | Beat them all      | 1995  |
| Warriors of Fate                        | Capcom      | Beat them all      | 1992  |